# サイコ・サーカス
ロス・サイコ・サーカス（Los Psycho Circus）は、メキシコのプロレス団体、AAAで活動しているトリオのユニット。道化師とゾンビをモチーフにしたマスクとコスチュームが特徴。

## 概要
2007年12月7日にチルパンシンゴの大会で結成。2009年1月にはラ・セクタ（ダーク・オズ、ダーク・クエルボ、ダーク・エスコリア、ダーク・エスピリトゥ）組を破りメキシコナショナルアトミコス王座奪取。2009年テクニコに転身。
2011年1月にはIWRGと抗争し4月にはロス・マニアコス（ジョー・ライダー、シルバー・キング、ウルティモ・グラディアドール）組の持つIWRGインターナショナル6人タッグ王座に、ロス・オフィシャレス（オフィシャル911、オフィシャルAK-47、オフィシャル・フィエロ）組、ペロス・デル・マール（ダミアン666、ベスティア666、Xフライ）とイルミネーションケージマッチで対戦し勝利し奪取。6月には新設されたAAA世界トリオ王座争奪トーナメントで優勝し初代王者になる。

## メンバー
- サイコ・クラウン - モヒカンが特徴
- モンスター・クラウン（初期はゾンビ・クラウン） - ポニーテールが特徴
- マーダー・クラウン（初期はキラー・クラウン） - アフロが特徴
- ミニサイコ・クラウン
- ミニモンスター・クラウン
- ミニマーダー・クラウン

## 獲得タイトル
- AAA世界トリオ王座
- IWRGインターナショナルトリオ王座
- IWLトリオ王座
- メキシコナショナルアトミコス王座